# Lucifera
Lucifera fue una historieta erótica italiana editada por Ediperiodici entre 1971 y 1980. Junto a Jacula y Zora, entre otras, fue uno de los cómics eróticos de mayor éxito y más populares en el mercado italiano de la década de 1970.

## Trayectoria editorial
En su país original se publicaron 170 números. 
Elvifrance publicó también una versión francesa entre 1972 y 1980, que alcanzó las 99 entregas, mientras que Elviberia hizo lo propio en España a partir de 1975.